# 제임스 지저스 앵글턴

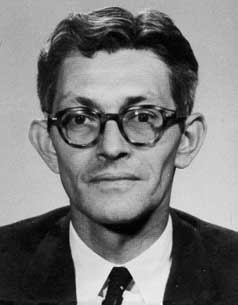
1960년 경 모습

제임스 지저스 앵글턴(James Jesus Angleton, 1917년 12월 9일 – 1987년 5월 11일)은 1954년부터 1975년까지 중앙정보국(CIA)의 방첩부서장을 역임한 미국의 정보요원이었다. 중앙정보국 국장 리처드 헬름스(Richard Helms)에 따르면, 앵글턴은 비공산주의 세계에서 지배적인 방첩 인물로 인정받았다.
앵글턴은 제2차 세계 대전 중 이탈리아와 런던에서 CIA의 전시 전신인 전략사무국에서 근무했다. 전쟁이 끝난 후 그는 워싱턴 D.C.로 돌아와 CIA 창립 장교 중 한 명이 되었다. 처음에는 외국 정보 수집과 동맹국의 상대 조직과의 연락을 담당했다. 1954년에 앨런 덜레스는 앵글턴을 방첩부 참모장으로 승진시켰다. 수장으로서 앵글턴은 소련 KGB 요원 아나톨리 골리친과 유리 노센코의 망명에 크게 관여했다. 골리친을 통해 앵글턴은 CIA가 소련의 고위 침투요원을 은닉하고 집중적인 수색에 참여하고 있다고 확신했다. 이것이 매우 파괴적인 마녀사냥인지 아니면 적절한 주의인지는 여전히 치열한 역사적 논쟁의 주제로 남아 있다.
탐사보도 기자인 에드워드 제이 엡스타인(Edward Jay Epstein)은 정보 업계 동료들이 앵글턴을 높이 평가한다는 데 동의하며, 앵글턴이 월터 베델 스미스(Walter Bedell Smith) 장군, 앨런 W. 덜레스(Allen W. Dulles), 리차드 헬름스(Richard Helms) 장군을 포함한 6명의 CIA 국장으로부터 신뢰를 얻었다고 덧붙였다. 이들은 앵글턴을 핵심 자위에 유지시키고 그의 업적을 소중히 여겼다.

## 같이 보기
- 조지프 매카시